# Drapetis torulosa
Drapetis torulosa är en tvåvingeart som beskrevs av Rogers 1989. Drapetis torulosa ingår i släktet Drapetis och familjen puckeldansflugor. Inga underarter finns listade i Catalogue of Life.